# プレドラグ・シキミッチ
プレドラグ・シキミッチ（セルビア語: Предраг Сикимић, ラテン文字転写: Predrag Sikimić、1982年8月29日 - ）は、セルビアの元サッカー選手。ポジションはフォワード。

## 経歴
FKヴォジュドヴァツ在籍中の2015年8月9日にレッドスター・ベオグラード戦でゴールを挙げると同月中にレッドスターと契約、2016年4月16日のパルチザン・ベオグラードとのヴェチティ・デルビでゴールを決めた。
2021年1月にFKジェレズニチャル・パンチェヴォと契約を締結し、同年末に現役を引退した。